# Memories of Murder
Pour plus de détails, voir Fiche technique et Distribution.
Memories of Murder (hangeul : 살인의 추억 ; hanja : 殺人의 追憶 ; RR : Salinui chueok ; MR : Sarinŭi Ch'uǒk ; litt. « Souvenirs du meurtre ») est un film policier dramatique sud-coréen écrit et réalisé par Bong Joon-ho, sorti en 2003.
Il s'agit du deuxième long métrage de Bong Joon-ho et de l'adaptation d'une pièce de théâtre sur le même sujet de Kim Kwang-rim en 1996, inspirée de l'histoire vraie des premiers meurtres en série de l'histoire de la Corée ayant lieu, entre 1986 et 1991, à Hwaseong, dans la province de Gyeonggi.
La cinématographie du film et la performance de Song Kang-ho en particulier ont obtenu de nombreux éloges de la part de la critique.

## Synopsis
En octobre 1986, deux femmes sont retrouvées violées et assassinées dans la périphérie d'une petite ville sud-coréenne. Le détective local Park Doo-man, qui n'a jamais travaillé sur une affaire aussi grave, est dépassé. Les preuves sont mal récoltées, les méthodes d'enquête sont inefficaces et la technologie médico-légale est quasiment inexistante. Park prétend être capable de repérer des suspects par simple contact visuel. Il interroge un garçon handicapé mental, Baek Kwang-ho, qui a l'habitude de suivre l'une des deux victimes en ville. Le partenaire de Park, Cho, frappe Baek, le forçant à avouer.
Seo Tae-yoon, un détective de Séoul doté d'une formation plus scientifique, se porte volontaire pour les aider. Cependant, la différence entre ses méthodes et celles de Park provoque un conflit entre les deux enquêteurs. Seo affirme que Baek n'est pas capable de commettre les crimes qui lui sont reprochés. Après avoir étudié de près les rapports, il découvre les restes décomposés d'une troisième victime tuée plus tôt et apprend que le tueur agit exclusivement quand il pleut et qu'il cible les femmes portant du rouge. L'inspecteur Kwon, une policière méticuleuse mais méconnue, remarque également que la nuit de chaque crime, la même chanson est demandée à la radio locale.
Malgré une surveillance lors de la nuit pluvieuse suivante, le tueur assassine une nouvelle femme près d'une mine de gypse. La nuit d'après, Park, Cho et Seo surveillent la scène de crime et interrompent un homme en train de se masturber. Cependant, ses « aveux » improvisés ne correspondent pas aux détails du crime. Il mentionne une personne mystérieuse sortant des toilettes extérieures d'une école locale ; ce qui correspond à une histoire similaire que deux écolières avaient raconté à Seo la nuit du meurtre précédent. Seo enquête et trouve la seule victime survivante du tueur, une femme traumatisée vivant près des toilettes de l'école. Elle lui raconte des détails qui excluent l'homme arrêté sur la scène du crime.
Park et Seo se disputent lorsque l'homme est libéré, mais quand le tueur sévit à nouveau, ils acceptent de travailler ensemble. Leur enquête les mène à Hyeon-gyu, un beau commis de l'usine de plâtre qui est à l'origine des demandes de chansons. Seo note que les mains de Hyeon-gyu sont douces comme la description du survivant et qu'il a déménagé en ville exactement à l'époque du premier meurtre. Il n'a cependant aucune preuve concrète. En écoutant à nouveau les « aveux » de Baek, ils réalisent qu'il avait vu l'un des meurtres au moment où il s'est produit. Ils se rendent au restaurant tenu par son père, où ils surprennent un Cho ivre, suspendu pour avoir battu Hyeon-gyu. Lorsque d'autres clients se moquent de la police qui n'est toujours pas parvenue à résoudre le crime, Cho déclenche une bagarre. Baek frappe Cho avec un pied de table cassé, lui perforant la jambe avec un clou rouillé, et s'enfuit. Park et Seo le poursuivent, mais avant qu'ils puissent apprendre ce qu'il sait, Baek, effrayé, trébuche devant un train qui passe et est tué.
La jambe de Cho développe le tétanos et doit être amputée. Le coroner découvre du sperme sur la dernière victime et Seo envoie l'échantillon aux États-Unis pour le comparer à celui de Hyeon-gyu. La nuit pluvieuse suivante, Seo surveille Hyeon-gyu mais s'endort et perd sa trace. Une autre victime est tuée cette nuit-là, cette fois-ci l'une des écolières avec lesquelles Seo s'était lié d'amitié. Enragé, Seo attaque Hyeon-gyu le lendemain. Park l'interrompt avec les résultats du test ADN. Ils ne sont pas concluants, Hyeon-gyu n'étant ni confirmé ni exclu comme suspect. Seo essaie quand même de tirer sur Hyeon-gyu, mais Park l'arrête et Hyeon-gyu est autorisé à partir.
En 2003, les crimes restent non résolus et Park est désormais père et homme d'affaires. Il passe devant la première scène de crime et s'arrête à l'endroit où la première victime a été trouvée. Une jeune fille lui dit qu'elle a vu un homme à cet endroit précis, qui se remémorait quelque chose qu'il avait fait là il y a longtemps. Park demande à la fille à quoi ressemble cet homme, ce à quoi elle répond qu'il est très ordinaire. Ébranlé, Park regarde fixement la caméra.

## Fiche technique
Sauf indication contraire, les informations mentionnées dans cette section peuvent être confirmées par la base de données cinématographiques IMDb,  présente dans la section « Liens externes ».
- Titre : Memories of Murder
- Titre original : 살인의 추억 (Salinui chueok)
- Réalisation : Bong Joon-ho
- Scénario : Bong Joon-ho, Kim Kwang-rim et Shim Sung-bo
- Musique : Tarō Iwashiro
- Décors : Yu Seong-hie
- Photographie : Kim Hyeong-gyu
- Montage : Kim Seon-min
- Production : Cha Seoung-jae, Kim Moo-ryung, No Jong-yun et Lee Kang-bok
- Sociétés de production : CJ Entertainment et Sidus Pictures
- Société de distribution : CJ Entertainment
- Budget : 2 800 000 de dollars[2]
- Pays de production :  Corée du Sud
- Langue originale : coréen
- Format : couleur - 1,85 : 1 - Dolby Digital - 35 mm
- Genre : néo-noir[3], policier, drame et thriller
- Durée : 132 minutes
- Dates de sortie :
  - Corée du Sud : 2 mai 2003
  - France : 23 juin 2004
  - Belgique : 21 juillet 2004
- Classification CNC[4] : tous publics, art et essai

## Distribution
- Song Kang-ho (VF : Michel Dodane) : Park Doo-man
- Kim Sang-kyeong (VF : Damien Boisseau) : Seo Tae-yoon, l'inspecteur de Séoul
- Kim Loi-ha (VF : Éric Herson-Macarel) : Jo Young-goo, le coéquipier de Park Doo-man
- Song Jae-ho (VF : Hervé Jolly) : Shin Ban-jang, le supérieur des inspecteurs
- Byun Hee-bong : Kwon Kwo-ok
- Ryoo Tae-ho (VF : Bruno Dubernat) : Cho Byung-soon
- Park Noh-shik (VF : Christophe Lemoine) : Baek Kwang-ho
- Park Hae-il : Park Hyeon-kyu
- Jeon Mi-seon : Kwak Seol-young

## Production

### Tournage
Le tournage a lieu dans la province du Jeolla du Sud, dont le district de Jangseong et le district de Haenam pour les scènes des roselières, ainsi qu'à Jinju, dans la province du Gyeongsang du Sud, pour les scènes du tunnel de Jukbong.

## Accueil

### Critiques
L'accueil critique est très positif : le site Allociné recense une moyenne des critiques presse de 4,3/5.
Pour Pierre Murat de Télérama, « On dirait un polar à l'occidentale, avec flics pourris et serial killer malin. C'est plutôt une méditation sur le Mal, invisible et universel. [...] Le rythme lent est brisé par des secousses furieuses : ainsi, la traque d'un pervers sexuel dans le décor fantomatique d'une usine en construction... Encore plus intéressant : le sourd et omniprésent climat d'insurrection qui pèse sur la capitale lointaine. Peu à peu, le film devient vraiment effrayant, puisqu'on ne voit rien, en fait, on ne fait que deviner. La souffrance de tous ces corps à qui l'on a ôté la vie. Mais aussi celle de tous les assassins possibles, murés dans leurs tourments secrets. ».
Pour Amélie Dubois des Inrockuptibles, « Livrant au passage une étonnante peinture de la province coréenne et de l'état politique d’un pays refusant de plus en plus son régime militaire, Memories of Murder draine un lot de malades qui, saisis ici comme de la viande sur un gril, apparaissent dans toute la violence fumante de chairs marquées à vif. L'épaisseur du film, qui atteint la folle densité littéraire de certains polars, ne vire jamais à la lourdeur bouffonne et indigeste, trop attachée qu’elle est à contenir le mystère insondable et glaçant, presque fantastique, de nuits noires, ruisselantes et inévitablement assassines. Cet équilibre, on le doit à une mise en scène injectant de part et d’autre des images incongrues et d'audacieuses ruptures de rythme et de ton. ».

### Box-office
| Pays ou région | Box-office                     | Date d'arrêt du box-office | Nombre de semaines |
| -------------- | ------------------------------ | -------------------------- | ------------------ |
| Corée du Sud   | 5 101 645 entrées 26 000 000 $ | nc                         | nc                 |
| France         | 87 681 entrées 230 030 $,      | 19 septembre 2017          | 24                 |
| États-Unis     | 2 000 entrées 15 357 $         | 4 août 2005                | 3                  |
| Hong Kong      | 65 660 $                       | 10 mars 2004               | 1                  |
| Royaume-Uni    | 6 573 entrées 50 019 $         | nc                         | nc                 |
| Espagne        | 30 916 entrées 163 376 $       | nc                         | nc                 |

Memories of Murder a rencontré un énorme succès commercial en Corée du Sud, totalisant 5 101 645 entrées, soit 26 000 000 $ de recettes. Le succès du film en Corée du Sud lui vaut de se hisser en troisième position du box-office sud-coréen. En France, le film est distribué pour la première fois le 23 juin 2004 et totalise 67 087 entrées, avant de connaître une ressortie en juillet 2017, où il totalise 20 870 entrées.
L'impact du long-métrage est limité aux États-Unis avec 15 357 $ de recettes.

## Faits réels
L'histoire de Memories of Murder est inspirée de faits réels (en), qui se sont déroulés entre 1986 et 1991. Un tueur en série viola et assassina dix femmes, dans un rayon de deux kilomètres à Hwaseong. La plus âgée des victimes avait soixante-et-onze ans. La plus jeune était une collégienne de treize ans. Le meurtrier n'a jamais laissé d'indices derrière lui. Plus de trois mille suspects furent interrogés et finalement, plus de trois cent mille policiers ont été mobilisés pour l'enquête. En juillet 1989, la police arrête un suspect de 22 ans, Yoon Sung-yeo. Bien qu'il ne puisse pas, lors des reconstitutions, accomplir le parcours supposé du meurtrier du fait de son handicap lié à des séquelles de poliomyélite, il est incarcéré et torturé et finit par avouer. Il est ensuite condamné à la détention à perpétuité. Durant l'exécution de sa peine cinq nouveaux crimes se produisent à partir de novembre 1990. Yoon Sung-yeo qui est revenu sur ses aveux finit par être libéré en 2009 ; il bénéficiera en 2020 d'un nouveau procès qui le blanchira et obtiendra une indemnisation d'environ 3 millions de dollars.
Le mercredi 18 septembre 2019, les autorités coréennes annoncent l'identification d'un suspect dans cette affaire : il s'agit de Lee Choon-jae, un homme de 56 ans emprisonné depuis 1994 car condamné à la prison à vie pour le viol et le meurtre de sa belle-sœur. L'ADN de cet individu correspond à celui retrouvé dans l'un des sous-vêtements de la neuvième victime et a également permis de le relier à deux des autres meurtres. Des analyses supplémentaires seront nécessaires pour déterminer la responsabilité du suspect dans les autres crimes.
Quoi qu'il en soit, le délai de prescription ayant pris fin en avril 2006, il ne pourra pas être poursuivi pour ces crimes.
Le mardi 1er octobre 2019, il est annoncé que Lee Choon-jae (en) a avoué non seulement avoir commis les meurtres dont il était suspecté à Hwaseong entre 1986 et 1991 mais également trois autres homicides dans la ville à cette même époque et deux autres avant le meurtre de sa belle-sœur.

## Distinctions

### Récompenses
- Festival international du film de Saint-Sébastien 2003 :
  - Coquille d'argent du meilleur réalisateur
  - Meilleur nouveau réalisateur
  - Prix FIPRESCI
- Festival international du film de Tokyo 2003 : meilleur film asiatique
- Grand Bell Awards 2003
  - Meilleur acteur (Song Kang-ho)
  - Meilleur réalisateur
  - Meilleur film
- Festival du film policier de Cognac 2004 : 
  - Grand prix
  - Prix médiathèques
  - Prix spécial police
  - Prix Première

### Sélection
- Festival international du film de Saint-Sébastien 2003 : Compétition officielle

### Documentaire
- « Memories, Retour sur les lieux des crimes – Jésus Castro-Ortega », film documentaire de Jésus Castro-Ortega, sur Kinoscript, 11 juillet 2018 (consulté le 22 janvier 2020).